# Capleton
Capleton o King Shango, pseudonimo di Clifton George Bailey III (Islington, 13 aprile 1967), è un cantante giamaicano.
Inizia a frequentare l'ambiente dei sound system all'età di 12 anni ispirato dalla musica di Bob Marley e dal dancehall-style di DJ Papa San. All'età di 18 anni si trasferisce a Kingston nella speranza di far carriera nel mondo della musica. A Kingston inizia collaborando con alcuni soundsystem minori fino ad approdare all'etichetta African Star di Steward Brown con sede a Toronto in Canada. Capleton è un seguace del Rastafarianesimo, le cui tematiche affiorano spesso nei testi delle sue canzoni, ed è inoltre un rigoroso vegano.

## Controversie
Il cantante, nel corso della sua carriera, si è spesso trovato al centro di accese polemiche, legate al contenuto dei suoi testi, ritenuti eterosessisti
e parecchio inclini all'omofobia (sebbene, nella sua natía Giamaica, l'omosessualità risulti ancora una pratica illegale). Il suo manager ha sovente difeso la sua opera, asserendo come i suoi critici abbiano semplicemente malinterpretato il significato delle sue canzoni, e lo stesso Capleton, pur ammettendo di trovare l'omosessualità intrinsecamente sbagliata (date le sue convinzioni religiose), ha negato ogni intento volutamente omofobo nella scrittura e composizione dei propri pezzi, affermando che termini ricorrenti nelle sue canzoni, come "fuoco" e "brucia", vadano visti come metafore per "purificazione" e, più in generale, pulizia e non interpretati letteralmente come «uscire e bruciare ed uccidere persone».
Nel 2007, il cantante acconsentí, assieme ad altri musicisti del panorama reggae, a sottoscrivere il Reggae Compassionate Act (RCA), iniziativa legata alla campagna Stop Murder Music, volta a combattere l'omofobia e la glorificazione di omicidi ed altri tipi di violenze ai danni della comunità LGBT raffigurati nei testi reggae. Ciononostante, Capleton ha continuato a suonare canzoni che, secondo alcuni, violerebbero i termini dell'iniziativa, motivo per cui due suoi concerti, uno in Svizzera nel 2008 ed un altro negli Stati Uniti nel 2010, vennero annullati.

## Discografia
- 1991 - Lotion Man
- 1993 - Alms House
- 1994 - Good So
- 1995 - Prophecy
- 1997 - I-Testament
- 2000 - More Fire
- 2002 - Still Blazin'
- 2003 - Voice of Jamaica
- 2003 - Praises To The King
- 2004 - The People Dem
- 2004 - Reign of Fire
- 2006 - Free Up
- 2007 - Hit wit da 44 Rounds
- 2008 - Bun Friend
- 2009 - Liberation Time
- 2010 - I-Ternal Fire

Raccolte
- 1999 - One Mission